# Povodně v Evropě v červenci 2021
Mezi 13. a 18. červencem 2021 vznikly v částech západní Evropy silné bouře s vydatnými dešti, které vyvolaly v postižených oblastech prudké zvýšení hladin řek a rozsáhlé povodně. Katastrofa postihla především západní a později i jižní a východní oblasti Německa, dále Lucembursko, Belgii, Nizozemsko, Rakousko, Švýcarsko a 18. července také Česko. Nejhůře zasaženy byly německé spolkové země Porýní-Falc, Severní Porýní-Vestfálsko a pak i Bavorsko a Sasko, dále také východní oblasti Belgie. K 18. červenci 2021 zemřelo následkem povodní nejméně 180 osob. Ke dni 26. července bylo jen v Německu registrováno nejméně 184 obětí na životech, dalších nejméně 36 v Belgii. Ke dni 16. července bylo několik set lidí pohřešováno. Na začátku srpna bylo uváděno několik desítek stále pohřešovaných osob. Podle zpráv postihly červencové záplavy roku 2021 také mnoho dalších zemí v Evropě, mj. Spojené království (Londýn), Slovensko, Rumunsko a Ukrajinu.
V Německu byla tato povodňová katastrofa podle počtu zemřelých největší od záplav, které se udály v roce 1962 v oblasti Hamburku na Labi. V několika postižených zemích si povodeň vynutila rozsáhlá záchranná a pomocná opatření a způsobila obrovské materiální škody. Pojišťovací společnost Aon plc odhadovala tyto škody na více než 10 miliard dolarů (přes 200 miliard korun).

## Meteorologická situace
Nad Německem se od začátku července 2021 udržovaly tlakové níže, které přinášely ze Středomoří do střední Evropy teplý vlhký vzduch. Zemí tak prošlo několik bouřkových front, které přinesly vydatné srážky, které nasytily půdu. Ve dnech 13. až 14. července 2021 přecházela nad Německem tlaková níže Bernd, která především v západních oblastech přinesla další silné deště. Během těchto dvou dnů bylo zaznamenáno na některých místech až 200 litrů srážek na metr čtvereční. Nasycená půda již nebyla schopna další přívaly vody absorbovat. Na řadě toků se proto hladiny zvedly na úrovně, na kterých nebyly desítky let.

## Souvislosti se změnou klimatu
Záplavy následovaly po nebývalých vlnách veder v severozápadní části Tichého oceánu a v severní Evropě, což vědce přimělo k posouzení možné souvislosti se změnou klimatu. Vědci již před povodněmi varovali, že v důsledku změny klimatu budou extrémní povětrnostní jevy častější. Příkladem takových extrémních jevů by mohly být silné deště; zvýšení teploty atmosféry jí umožňuje absorbovat více vodní páry, což vede k většímu množství srážek. Změna klimatu mohla mít za následek také větší nevyzpytatelnost tryskového proudění, což by mohlo vést k častějším extrémním povětrnostním jevům. Ukazuje se, že k pochopení rozsahu role změny klimatu v případě povodní je zapotřebí dalšího výzkumu a analýzy.
Antonio Navarra, klimatolog z Boloňské univerzity a prezident nadace Euro-Mediterranean Center on Climate Change, uvedl, že existuje jasná souvislost mezi nárůstem koncentrace CO2 v atmosféře a četností a intenzitou povodní, vln veder a obdobími sucha. Carl-Friedrich Schleussner z Humboldtovy univerzity v Berlíně uvedl, že otázkou není, zda změna klimatu k této události přispěla, ale spíše „jak moc“. Dieter Gerten, výzkumný pracovník z Postupimského institutu pro výzkum dopadů změny klimatu, charakterizoval rozsah povodní a dalších extrémních projevů počasí jako překračující předpovědi současných modelů změny klimatu a poznamenal, že náhlý nárůst četnosti a intenzity extrémního počasí může naznačovat, že byl překročen bod zvratu. Profesor Michael Mann z Penn State University, Hayley Fowlerová z Newcastle University a Kai Kornhuber z Kolumbijské univerzity uvedli jako možnou příčinu zpomalení tryskového proudění. Stefan Rahmstorf z Postupimské univerzity varoval, že další úbytek arktického ledu pravděpodobně povede ke slabšímu tryskovému proudění a extrémnějšímu počasí, a uvedl, že „bychom si neměli zahrávat s tímto citlivým klimatickým systémem“.
Po záplavách vyzval mluvčí Světové meteorologické organizace k posílení opatřením proti změně klimatu.

## Postižené oblasti
Povodně nastaly v povodí řek Rýn, Máza, Rúr, Inn a Dunaj, zvláště však na mnoha jejich přítocích.

### Německo
V Německu byly nejvíce postiženy západní spolkové země Porýní-Falc a Severní Porýní-Vestfálsko, od 17. července také Bavorsko a Sasko. 
Ve spolkové zemi Porýní-Falc byl těžce postižen zvláště zemský okres Ahrweiler, oblast v okolí souměstí Bad Neuenahr-Ahrweiler. V tomto okrese zahynulo při povodni 132 lidí. Ve vesnici Schuld se 700 obyvateli strhla rozvodněná řeka Ahr 6 domů a 40 % ostatních budov bylo poškozeno. V Blessemu se sesunula půda do blízkého povrchového dolu rozšířeného v roce 2015. Jen v zemském okrese Ahrweiler byla bilance ke dni 19. července 117 mrtvých a 749 zraněných. V údolí řeky Ahr bylo přitom zcela narušeno zásobování vodou, elektřinou a plynem, mnohde dlouho nefungovala ani mobilní telefonická síť.
V postižených oblastech vznikla diskuse o tom, zda selhal varovný systém a zda bylo možno zabránit především tolika obětem na životech. Převažují hlasy, že takovou katastrofu – zvláště v zemském okrese Ahrweiler – nebylo možno předvídat ani zavčas učinit dostatečná opatření. Starosta těžce postižené obce Schuld Helmut Lussi prohlásil, že obec byla dobře připravena na hladinu vody v normálně malé řece Ahr i přes tři metry, jako tomu bylo v roce 2016, nikoliv však na její náhlé vzedmutí do výše přes osm metrů.
V Severním Porýní-Vestfálsku zahynulo při povodni podle bilance ze dne 20. července nejméně 47 osob, mnoho z nich v zemském okrese Euskirchen. Na řadě míst vypadla elektřina a bylo přerušeno telefonní spojení. Lidé si nemohli dobíjet mobilní telefony, proto nebyl zprvu ani přehled o tom, zda mnozí pohřešovaní ještě žili nebo v jakém stavu se nacházeli. Ve městě Stolberg bylo zaznamenáno rabování.
Německá armáda (Bundeswehr) vyslala na pomoc postiženým oblastem  850 vojáků s těžkou technikou, další jednotky se připravovaly k zásahu. Nasazeny byly početné hasičské sbory a organizace Technisches Hilfswerk. Na mnoha místech pracovalo při odklízení sutin a náplav mnoho dobrovolníků nejen z řad místního obyvatelstva, ale také z ostatních částí Německa.
Německá média popisovala události jako jednu z nejhorších katastrof v Německu od konce druhé světové války a od velké povodně v Hamburku v roce 1962. Počtem obětí v zemi byly překonány následky ničivých záplav z roku 2002.
V zasažených oblastech musel být zastaven provoz na řadě železničních tratí, došlo i k zaplavení a poničení vlakových souprav.
V Bavorsku byly povodněmi od soboty 17. července 2021 zasaženy oblasti kolem Berchtesgadenu, podél řeky Inn na rakouských hranicích a město Pasov s okolní oblastí na Innu a Dunaji. Také Mnichov vyhlásil vyšší stupeň ohrožení.

### Belgie

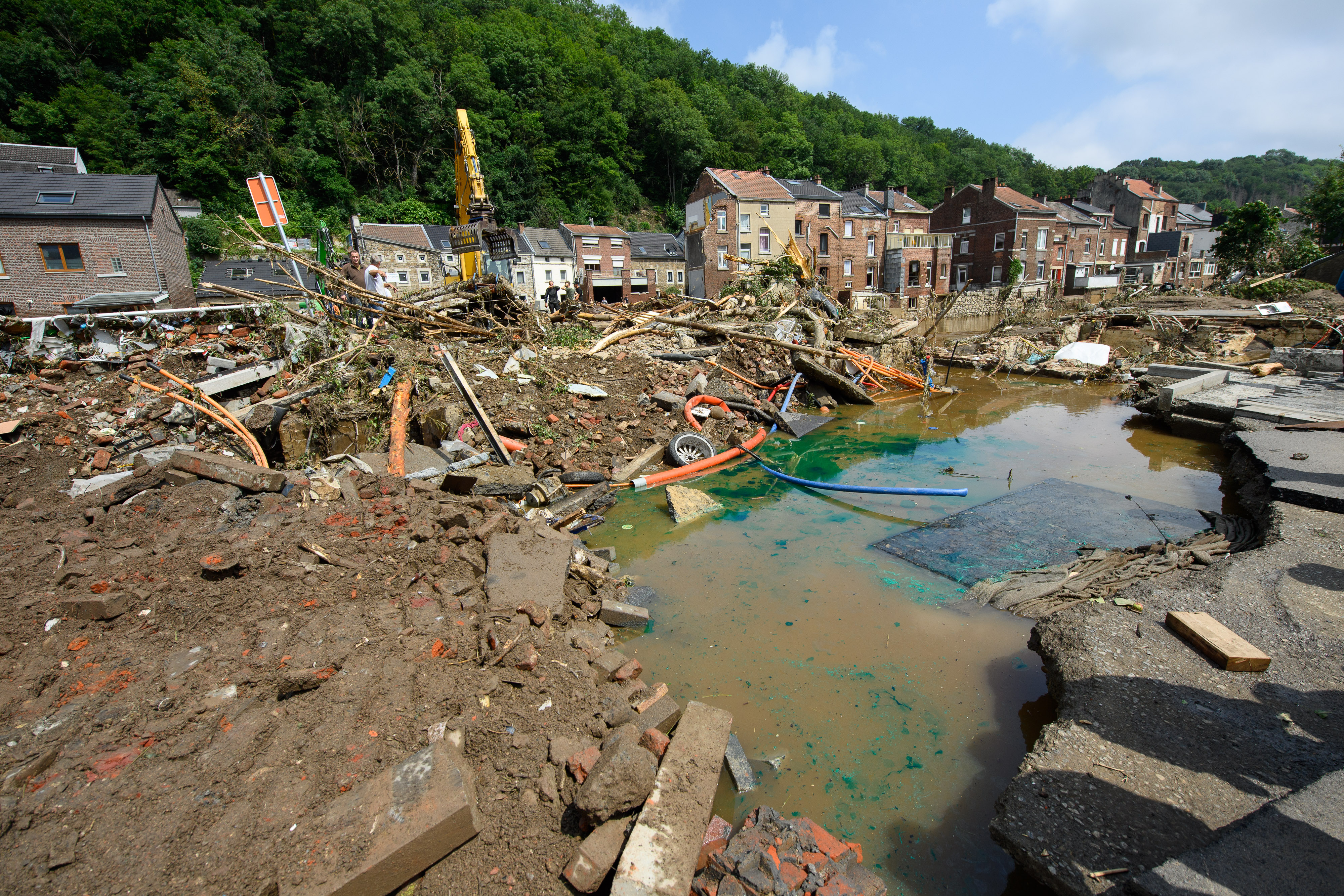
Škody způsobené záplavami v belgickém městečku Pepinster

Srážky byly nejintenzivnější na východě Belgie, ve valonských provincích. V obci Jalhay v provincii Lutych spadlo během 48 hodin 271,5 milimetrů srážek, což je absolutní rekord pro Belgii a téměř trojnásobek srážek obvyklých v tomto místě za celý červenec. Ve městě Spa, také v provincii Lutych, spadlo během 48 hodin 217 milimetrů srážek. Velké oblasti provincie Lucemburk zaznamenaly během 48hodin srážkový úhrn mezi 150 až 200 mm. Ve Flandrech byly zaznamenány nyjvyšší srážky 77 milimetrů za 48 hodin v Ransbergu. V Dilsen-Stokkem dosáhla řeka Máza 16. července průtoku 3300 m³/s, což je maximální průtok, na který jsou dimenzovány zdejší hráze.
Dne 15. července byli všichni obyvatelé města Lutych, třetí největší aglomerace v Belgii s přibližně 200 000 obyvateli, vyzváni k evakaci kvůli obavám, že by se řeka Máza mohla vylít z břehů a že by mohla zkolabovat přehradní hráz. Do centra města nebyla vpouštěna žádná vozidla, bylo povoleno pouze opuštění v rámci evakuace. Dne 16. července byl také vydán příkaz k evakuaci několika menších obcí v provincii Limburk. Ve městě Pepinster na břehu řeky Vesder se zřítilo nejméně 20 domů a k 18. červenci zde bylo evidováno 23 z 31 potvrzených belgických obětí. Těžce bylo zasaženo i město Verviers, kde byly nalezeny nejméně 4 oběti. Kvůli kontaminaci zůstala řada obcí v provinciích Lutych a Namur bez pitné vody z vodovodu. Přibližně 41 000 domácností zůstalo bez elektřiny.
V Grupontu vykolejil prázdný osobní vlak, když byly koleje poškozeny vodou a naplaveninami. Provoz na trati Charleroi – Namur – Lutych a na všech železničních tratích v Belgii jihozápadně od této trati byl zastaven. Odhadovalo se, že náprava škod na železniční infrastruktuře bude trvat několik týdnů. První odhady také poukazovaly na vážné škody v zemědělském sektoru, včetně dlouhodobých následků, jako eroze půdy. Během záplav musela být evakuována řada farem včetně hospodářských zvířat, mnoho polí bylo poškozeno a úroda zničena. Automobilový závodní okruh Spa-Francorchamps utrpěl poškození na přístupových komunikacích a na elektronickém zabezpečení. Na okruhu by se měla 29. srpna konat Grand Prix Belgie 2021.
V Belgii zemřelo následkem záplav nejméně 36 osob, kolem 150 lidí bylo nadále pohřešováno (stav k 19. červenci 2021). Belgický premiér Alexander De Croo vyhlásil na úterý 20. července státní smutek.

### Nizozemsko
Srážky na některých místech přesahovaly 100 milimetrů za den a 200 milimetrů za tři dny. Řeka Máza v provincii Limburg dosáhla nejvyšší letní úrovně za více než 100 let a předpokládalo se, že po 15. červenci překoná zimní rekordy z let 1993 a 1995. Dne 14. července vydal nizozemský Královský meteorologický institut pro provincii Limburg nejvyšší, červený stupeň varování před silnými dešti. Kolem 3:50 místního času 15. července byla výstraha snížena na žlutý stupeň. Pro velkou část zbytku země byl během 15. července v platnosti žlutý stupeň varování..
Dne 16. července se protrhla hráz na Julianině kanálu, což vedlo k evakuaci několika vesnic v Limburgu. Nizozemská vláda vyhlásila povodňovou situaci oficiálně za katastrofu. Stejný večer den večer bylo z města Venlo a sousedních komunit Belfeld, Steyl a Arcen evakuováno více než 10 000 lidí. Byla preventivně evakuována i hlavní nemocnice ve Venlu, v obavách před stoupající hladinou řeky Mázy.

### Česko
Do České republiky, zvláště do Čech, přišly silné deště s následnými záplavami večer dne 18. července 2021. Nejvíce škod způsobily v obcích Dolní Poustevna a Lobendava bezprostředně u hranic se Saskem. Také mnozí obyvatelé obcí u České Lípy museli být evakuováni. Postiženým obyvatelům Libereckého a Ústeckého kraje byly státem přislíbeny okamžité finanční podpory až do výše 57 900 korun. V povodí řeky Otavy byl vyhlášen povodňový stupeň 3.
Následky povodně v Sasku se projevily dočasným úplným přerušením železničního provozu na trati Drážďany – Ústí nad Labem. Důvodem přerušení železničního a také silničního provozu v oblasti byly záplavy a sesuvy půdy na německé straně hranice. V neděli 18. července 2021 bylo oznámeno, že mezi oběma velkými městy byla zřízena náhradní autobusová doprava. Teprve v noci na pondělí 19. července mohl být provoz na jedné koleji obnoven. Kvůli problémům na trati mezi Bad Schandau a Děčínem bylo i v pondělí nutno počítat se zpožděním až 60 minut a výpadky jednotlivých spojení.

### Další postižené země
Povodně se projevily také v dalších evropských zemích – Chorvatsku (bez obětí), Francii (bez obětí), Itálii (1 oběť), Lucembursku (bez obětí), Rakousku (1 oběť), Rumunsku (1 oběť), Švýcarsku a Velké Británii.

## Fotogalerie povodňové katastrofy

### Německo

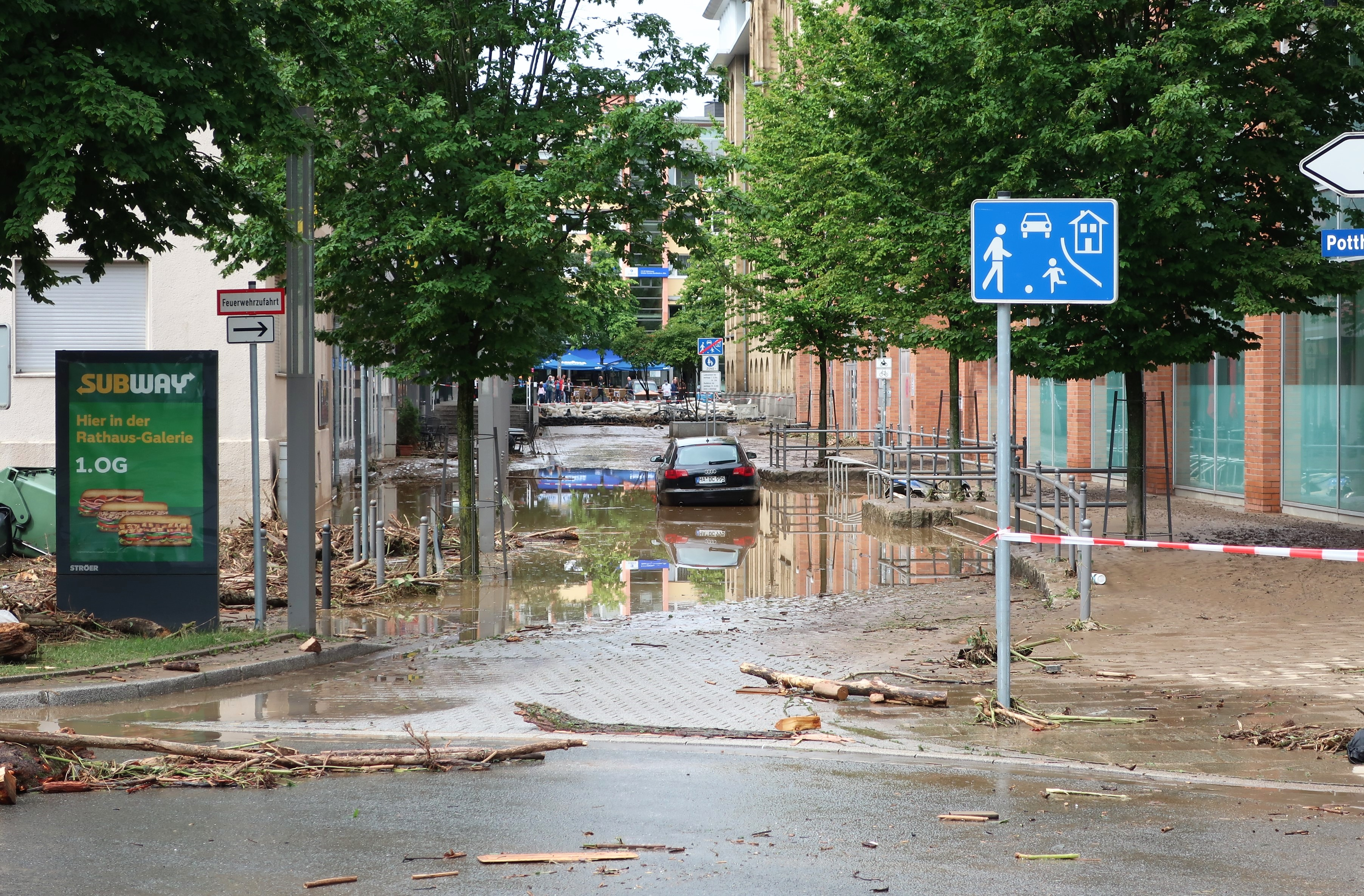
Následky povodně v Hagenu, Severní Porýní-Vestfálsko, 15. července 2021
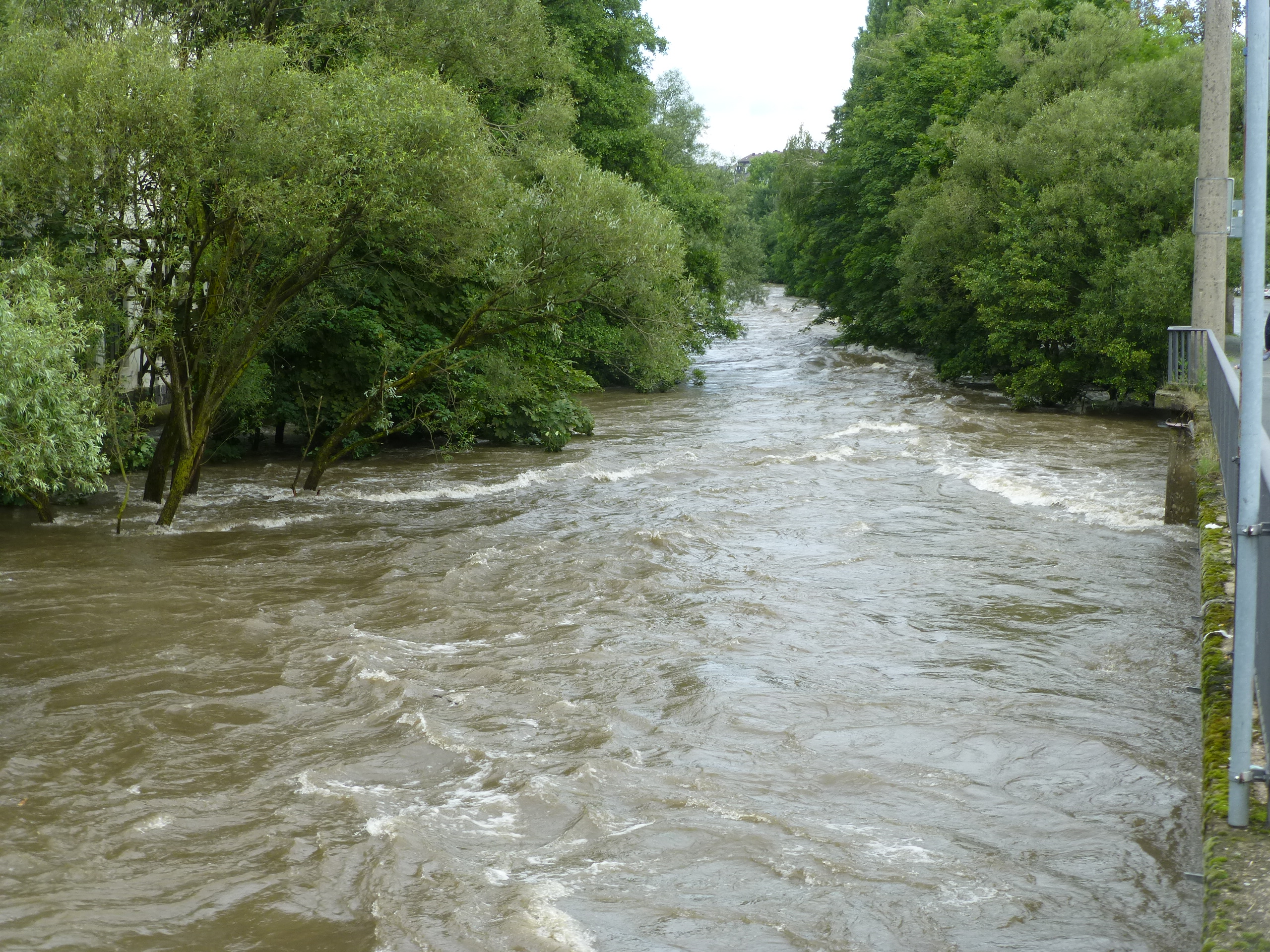
Rozvodněná řeka Wupper na předměstí Wuppertalu
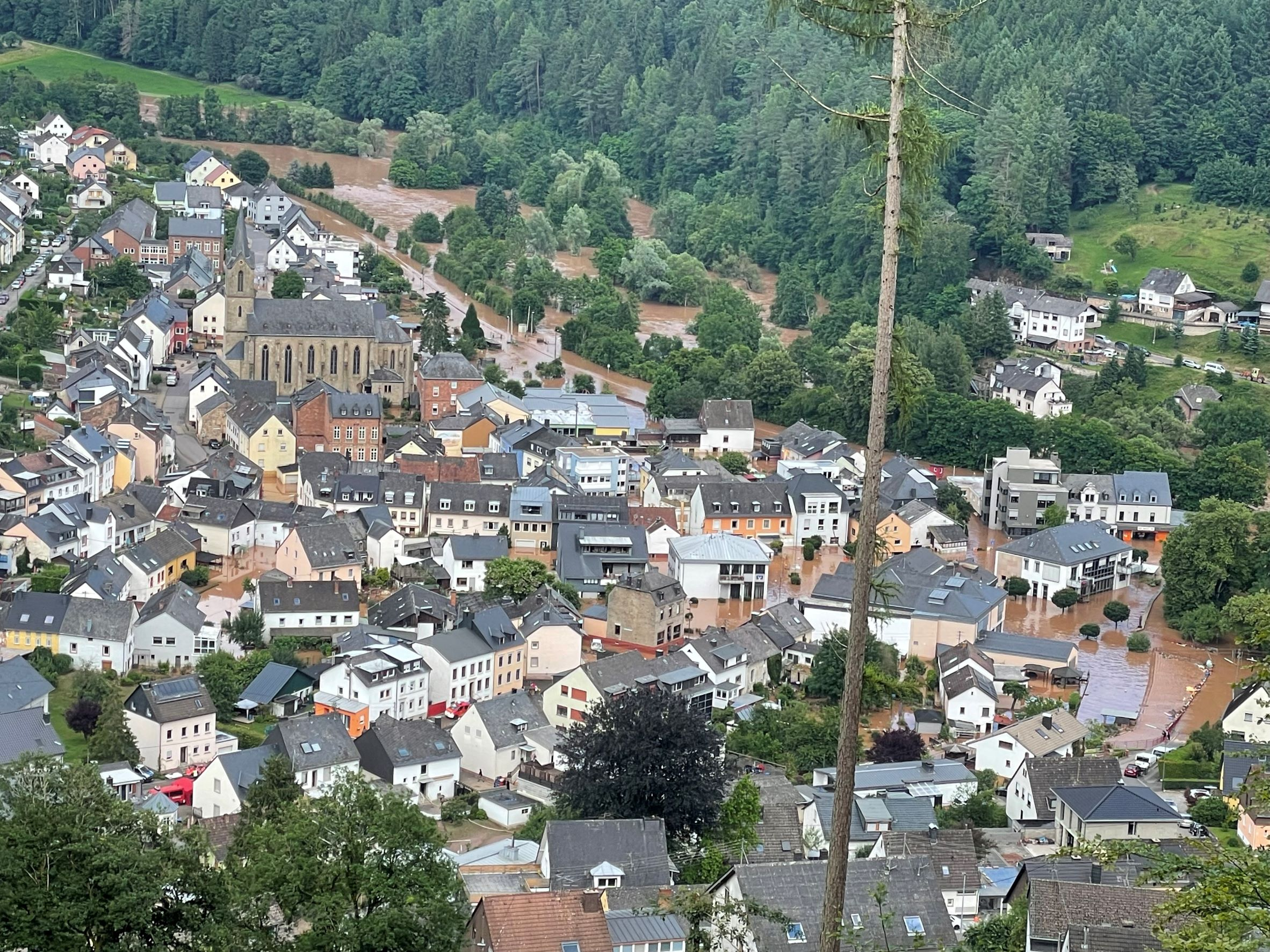
Letecký pohled na zatopenou obec Kordel v krajině Eifel se železniční tratí
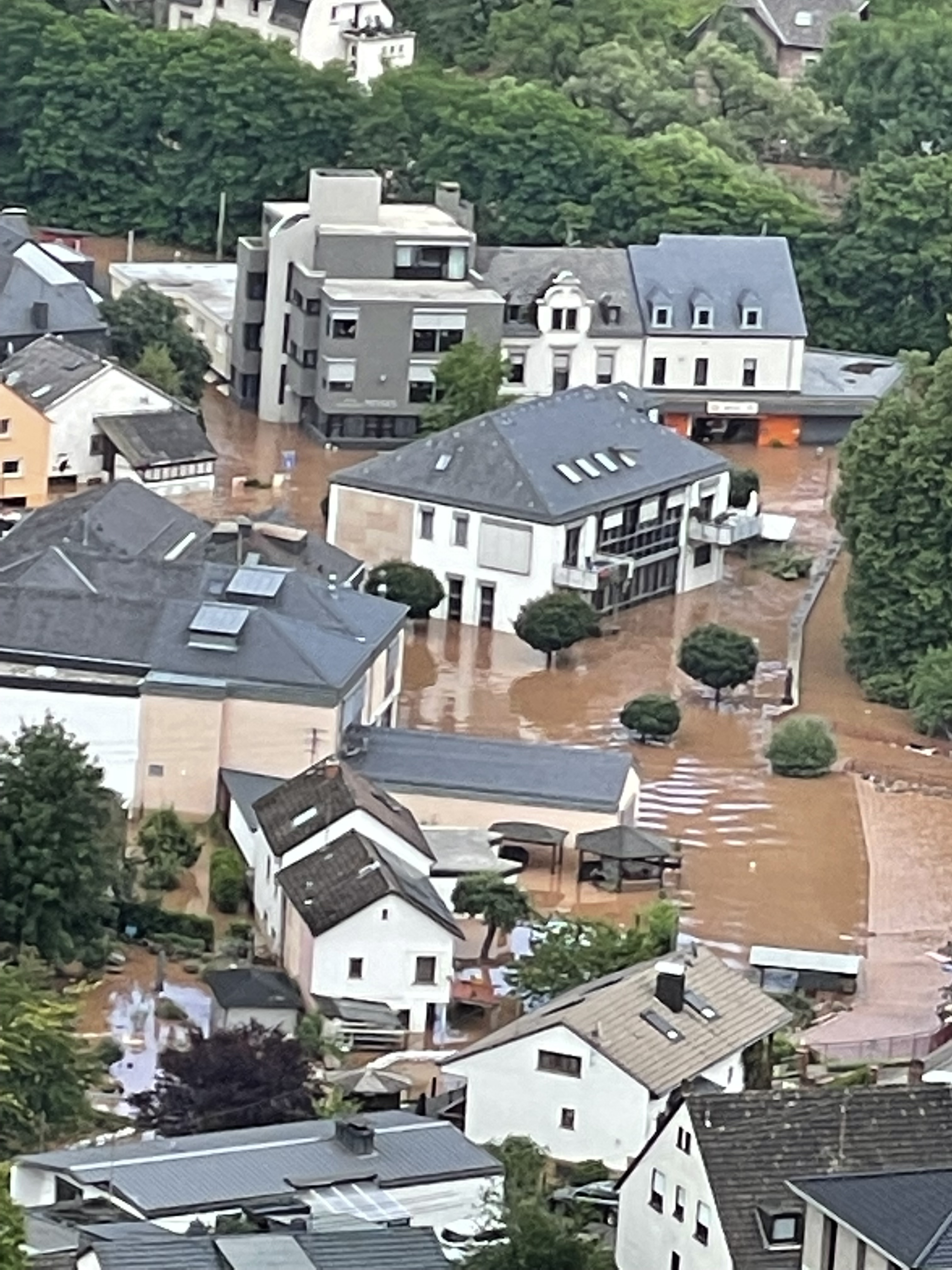
Pohled na střed obce Kordel, Porýní-Falc, 15. července 2021
- Zatopený camping
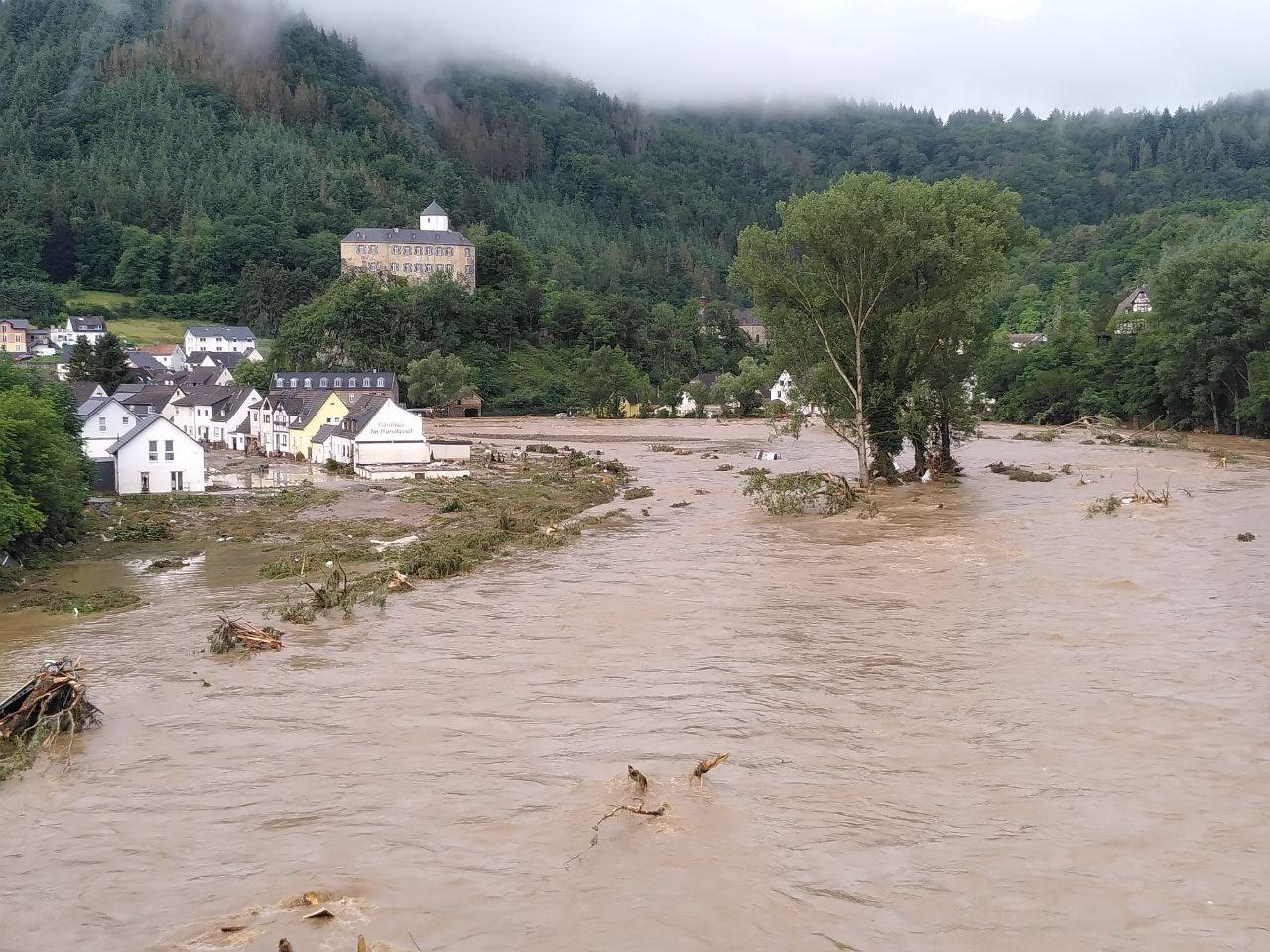
Údolí řeky Ahr v obci Altenahr, zemský okres Ahrweiler
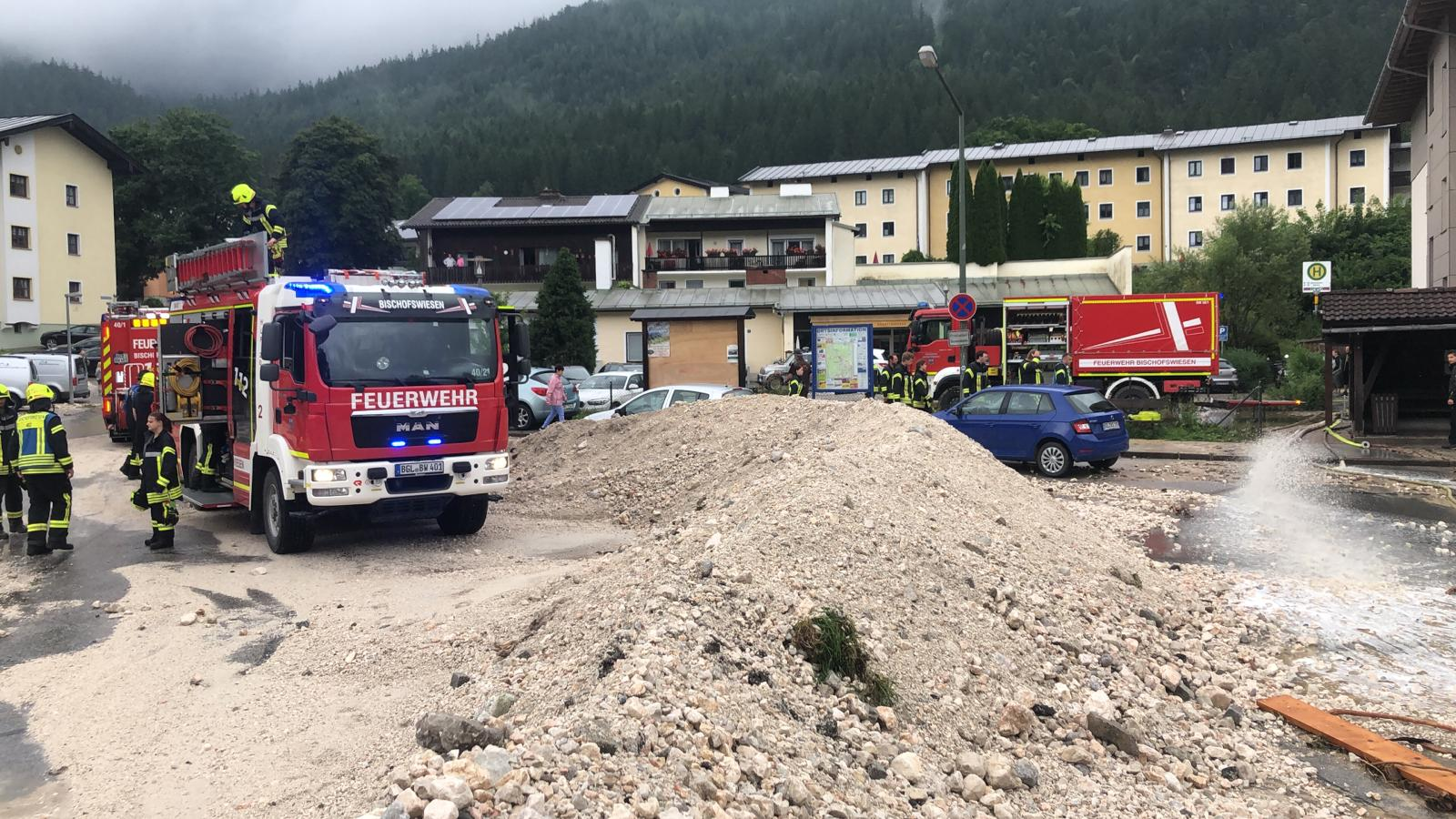
Winkl, část obce Bischofsheim  v zemském okrese Berchtesgadensko, Horní Bavorsko, 18. července 2021
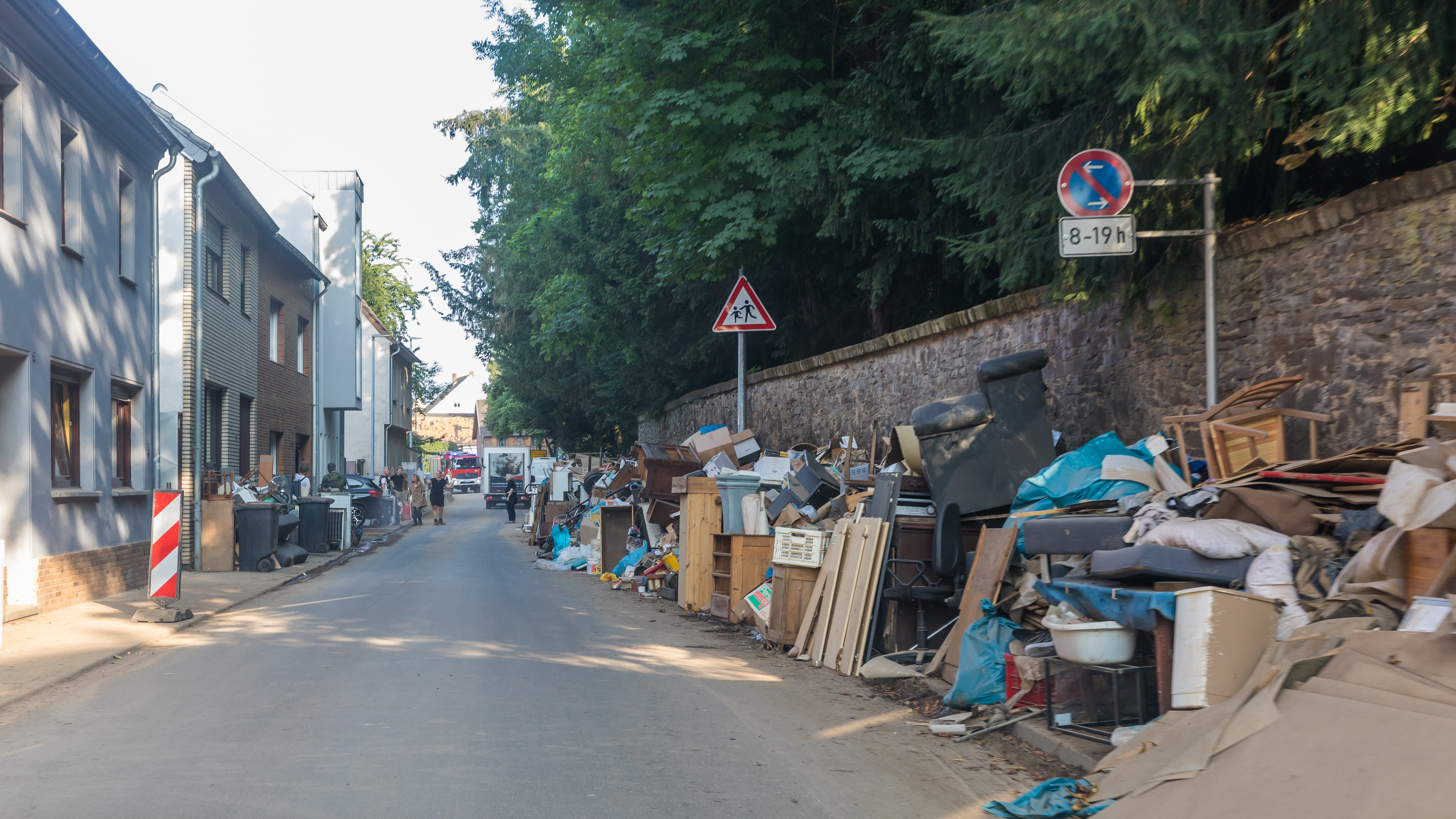
Flamersheim, zemský okres Euskirchen, Severní Porýní-Vestfálsko. Úklid po povodni, 20. července 2021.
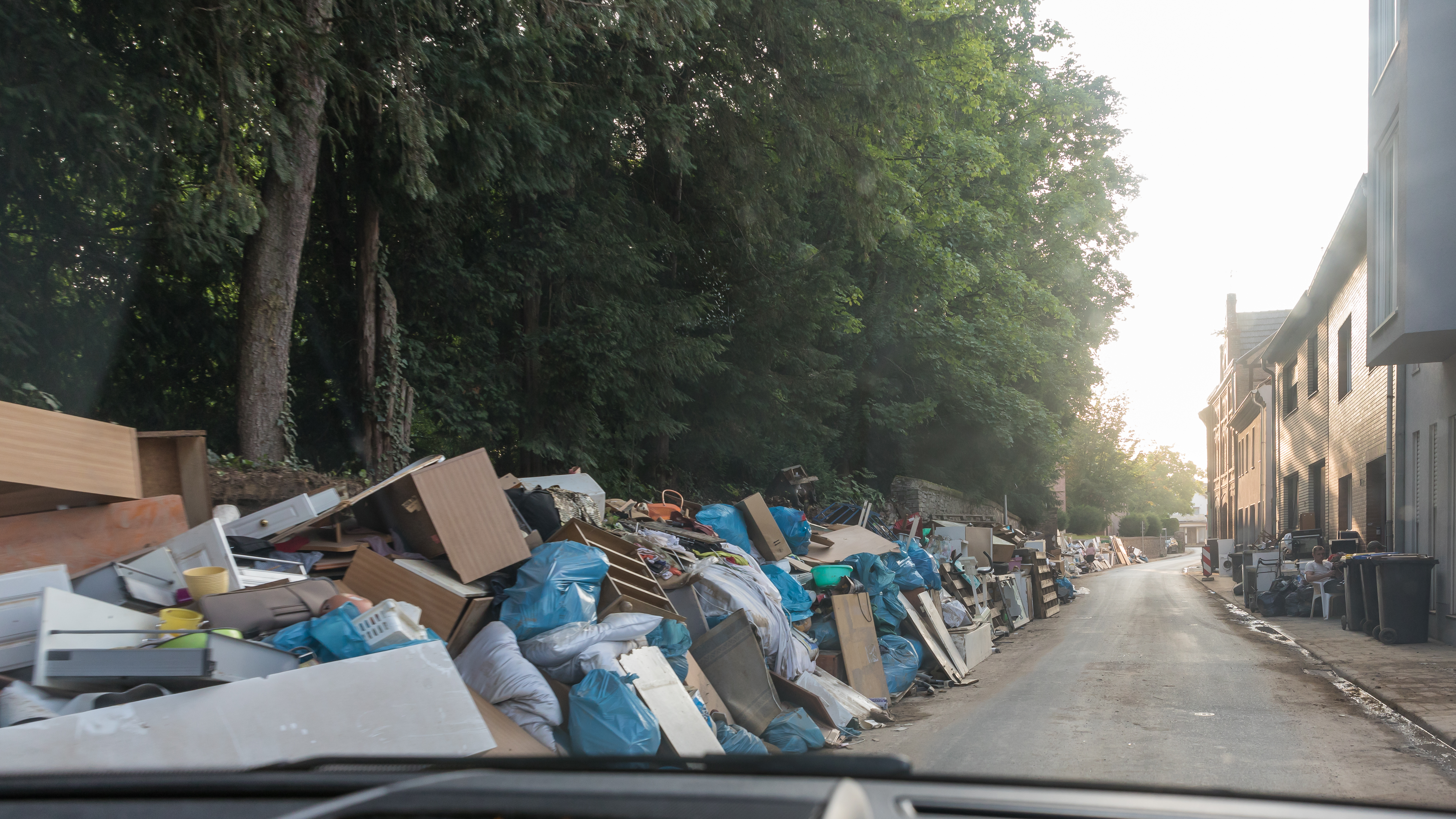
Flamersheim, zemský okres Euskirchen. Úklid po povodni, 20. července 2021.

### Jiné země

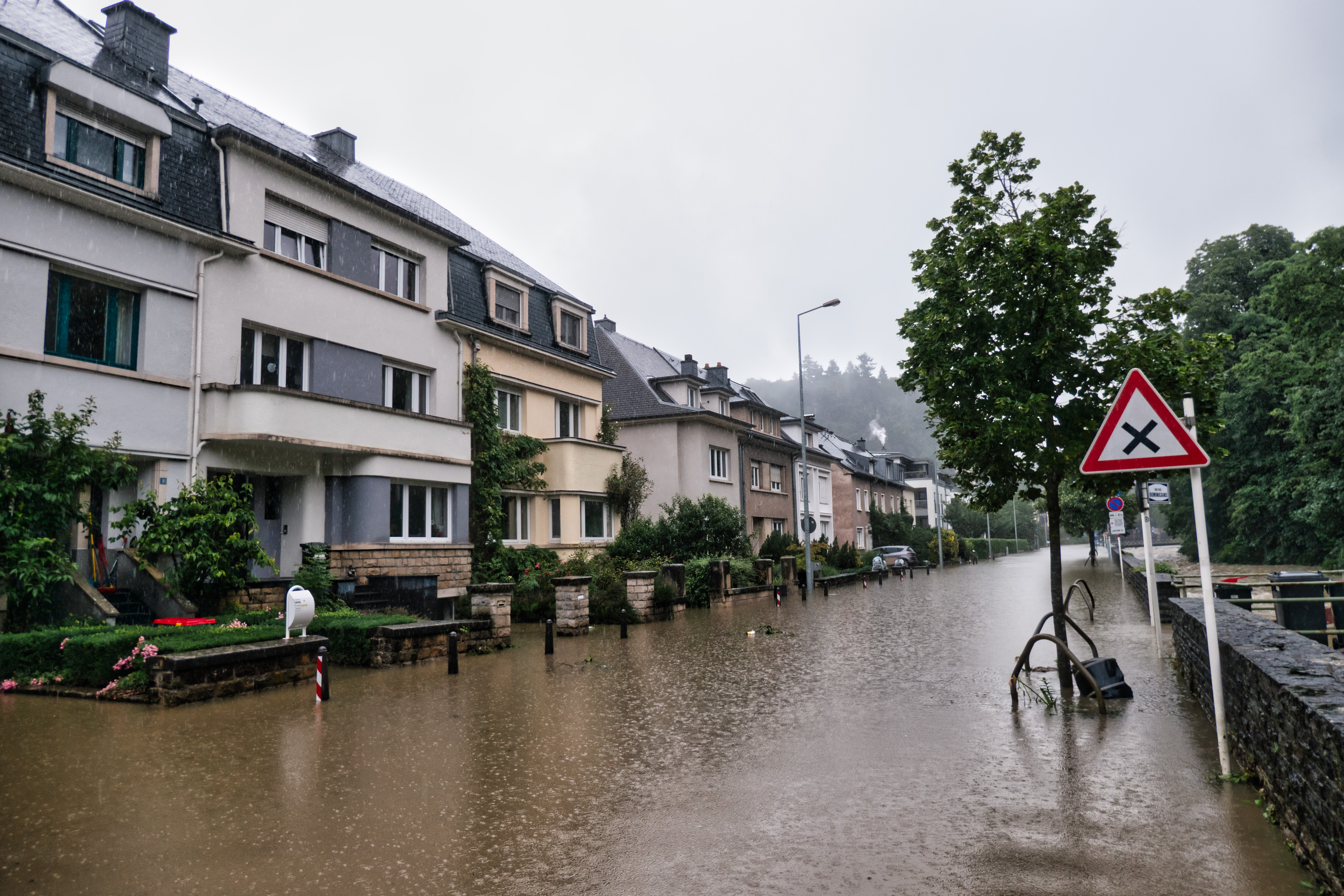
Zatopená ulice na předměstí Lucemburku
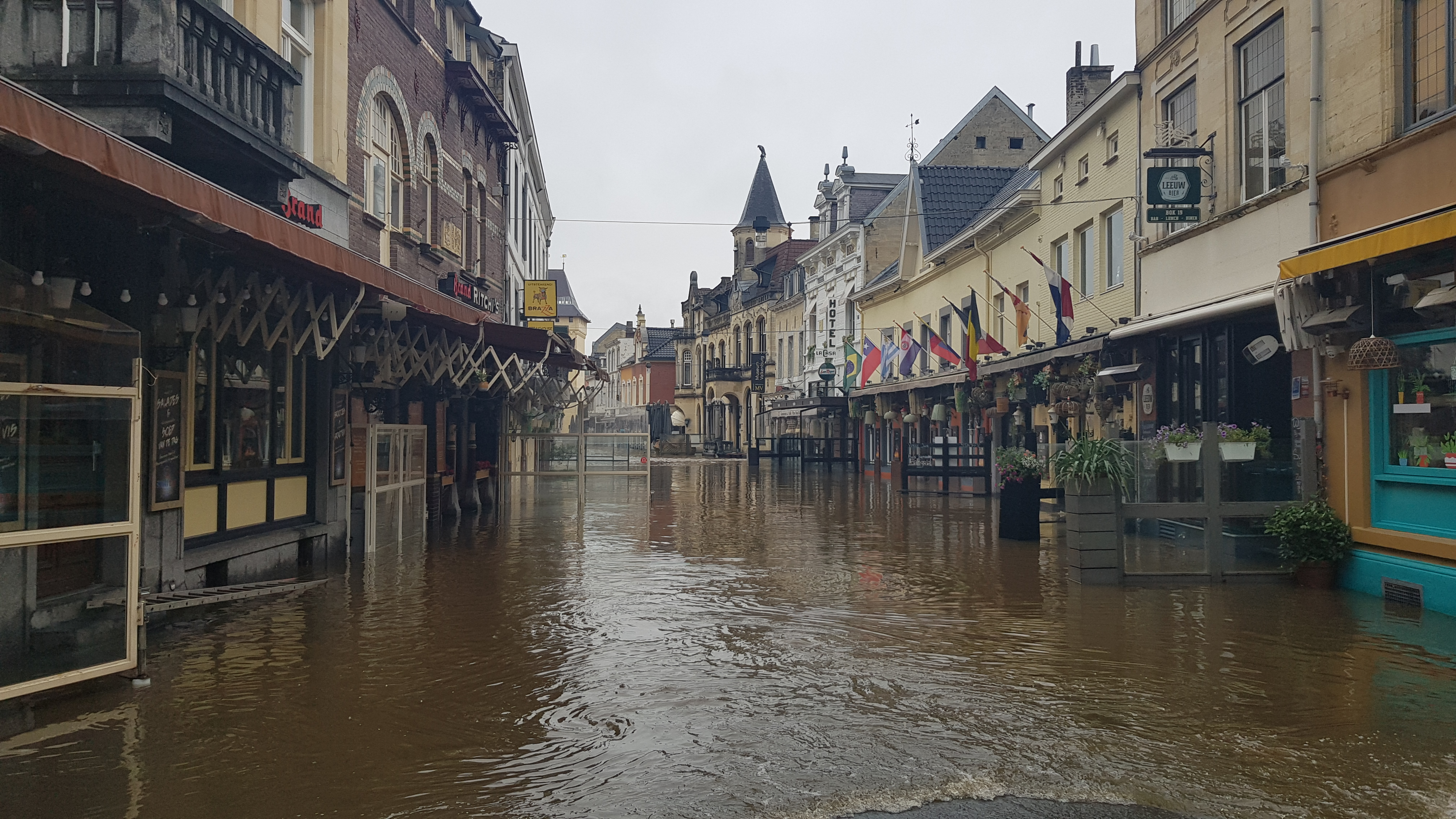
Následky rozvodnění řeky Geul v nizozemském městě Valkenburg, 15. července 2021

## Reakce na katastrofu
- Německo – Německá spolková kancléřka Angela Merkelová, která se v době neštěstí nacházela na pracovní návštěvě ve Spojených státech a setkala se s prezidentem Joem Bidenem, uvedla, že je situací v zaplavených oblastech otřesena, a poděkovala všem záchranářům a zasahujícím složkám.[9]

- Vatikán – Papež František vyjádřil prostřednictvím kondolence zaslané německému spolkovému prezidentovi Franku-Walteru Steinmeierovi soustrast těm, kdo byli katastrofou zasaženi a především příbuzným obětí.[63]

- Spojené království – Britský premiér Boris Johnson označil záběry z postižených oblastí za šokující a nabídl britskou pomoc.[63]

- Česko – Prezident Miloš Zeman vyjádřil soustrast rodinám obětí záplav prostřednictvím kondolence zaslané německému protějšku Franku-Walteru Steinmeierovi.[9] Ministr vnitra Jan Hamáček oznámil, že Česko nabídlo Německu pomoc prostřednictvím hasičů, země však v té době situaci zvládala vlastními silami a prostředky.[9]